# Zuitou (häradshuvudort i Kina, Shaanxi, lat 34,06, long 107,31)
Zuitou är en häradshuvudort i Kina. Den ligger i provinsen Shaanxi, i den nordvästra delen av landet, omkring 150 kilometer väster om provinshuvudstaden Xi'an. Antalet invånare är 50 928. Befolkningen består av 23 765 kvinnor och 27 163 män. Barn under 15 år utgör 14,0 %, vuxna 15-64 år 78 %, och äldre över 65 år 7,0 %.
Runt Zuitou är det glesbefolkat, med 18 invånare per kvadratkilometer. Zuitou är det största samhället i trakten. Trakten runt Zuitou består till största delen av jordbruksmark.
Genomsnittlig årsnederbörd är 754 millimeter. Den regnigaste månaden är september, med i genomsnitt 159 mm nederbörd, och den torraste är december, med 2 mm nederbörd.